# Penstemon uintahensis
Penstemon uintahensis är en grobladsväxtart som beskrevs av Dorothy Irene Fennell. Penstemon uintahensis ingår i släktet penstemoner, och familjen grobladsväxter. Inga underarter finns listade i Catalogue of Life.